# Pallavidino
Pallavidino è un cognome italiano.

## Varianti
Pallavidini, Pallavicini, Pallavicino (presente in tutta Italia, isole comprese).

## Origine e diffusione
Dal tardo latino Pelat vicinum (Pela il vicino) soprannome sociale difettivo.
Pallavidino è diffuso in Piemonte, Lombardia, Liguria e in Francia (dintorni di St. Sulpice, Bordeaux, Parigi) con alcune decine di nuclei.

## Storia
Vetusta famiglia di Portanova (AL), possidente in Oviglio, Bosco Marengo e Portanova si diede sempre all'imprenditoria agricola. A cavallo dell'Ottocento e Novecento, i Pallavidino contribuirono al benessere di Portanova conducendo un'estesa azienda, non solo con avanzati criteri tecnici, ma altresì con un'attenzione particolare alle condizioni di lavoro dei braccianti. Costituirono la Società Operaia di Mutuo Soccorso, la Latteria Sociale, e introdussero l'uso di macchine agricole di avanguardia. Giovanni Pallavidino sposò Maria Abbriata della famiglia fondatrice della ditta omonima Macchine Agricole di Sezzadio. Il citato Giovanni nel 1916 ebbe il Diploma di Benemerenza del Ministero dell'Agricoltura e, acquisite nuove proprietà in Francia, ricevette altresì vari premi dell'analogo Ministero francese. Ora la famiglia è proprietaria e dirige un'azienda agricola a Saint Sulpice d'Eymet in Dordogna.

## Persone famose
- Matteo Pallavidino teologo (1876) professore al Seminario di Alessandria.
- Giovanni Pallavidino (1867-1939) imprenditore agricolo alessandrino che (1923) trasferì la propria attività in Dordogna (Francia) con il figlio Vittorio Pallavidino.
- Ivano Pallavidino, scrittore e attore teatrale, originario di Canelli, trasferitosi successivamente a Torino. È autore di numerosi racconti, raccolti nei volumi "Viaggi" e "Piccole storie", e di una raccolta di aforismi dal titolo "Follia". Con Beppe Rosso ha partecipato nel 2006 al progetto teatrale "Senza". È scomparso nel 2009.
- Carlo Pallavidino (1966-2008) poeta e critico cinematografico alessandrino. È autore sotto lo pseudonimo di Pietro Assai di "Attrezzerie per delle Cose d'Amore", Roma, Stampa alternativa/Nuovi equilibri, 2009.

## Altro
Arma: Troncato; nel 1^ d'argento alla P di rosso; nel secondo scaccato d'argento e di rosso. Elmo chiuso di cittadinanza.